# Alice Middleton Boring
Pour les articles homonymes, voir Middleton et Boring.
Alice Middleton Boring est une biologiste et une zoologiste américaine, née le 22 février 1883 à Philadelphie et morte le 18 septembre 1955  à Cambridge.

## Biographie
Elle étudie au Bryn Mawr College où elle obtient son Bachelor of Arts en 1904 et son Ph. D. en 1910. Elle suit notamment les cours du généticien Thomas Hunt Morgan (1866-1945) avec qui elle fait paraître, en 1903, son premier article. Elle fréquente également les cours de Edwin Grant Conklin (1863-1952) à l’université de Pennsylvanie, Theodor Boveri (1862-1915) à Wurtzbourg et Raymond Pearl (1879-1940) à l’université du Maine.
Après avoir été en poste à l’université du Maine de 1910 à 1918, elle part en Chine et où elle restera durant 26 ans. Elle est d’abord en poste à l’université de Pékin et formera de nombreux zoologistes chinois. Elle rentre définitivement en Amérique en 1950 où elle enseignera durant quelques années au Smith College, la plus grande université pour femmes des États-Unis.
Boring s’intéresse d’abord à des questions biologiques comme l’embryologie ou le phénomène de la régénération avant de se consacrer à l’étude des grenouilles.

## Liste partielle des publications
- 1932 : avec Ch'eng-chao Liu (1900-1976) et Shu-ch’un Chou, Handbook of North China Amphibia and Reptiles.
- 1940 : avec Clifford Hillhouse Pope (1899-1974), Survey of Chinese Amphibia.
- 1945 : Chinese Amphibians: Living and Fossil Forms.

## Source
- Kraig Adler (1989). Contributions to the History of Herpetology, Society for the study of amphibians and reptiles : 202 p.  (ISBN 0-916984-19-2)

## liens externes
- Notices d'autorité :   - VIAF
  - ISNI
  - BnF (données)
  - LCCN
  - GND
  - Pays-Bas
  - Israël
  - WorldCat